# McConnelsville (Ohio)
McConnelsville település az Amerikai Egyesült Államok Ohio államában, Morgan megyében, melynek megyeszékhelye is. Lakosainak száma 1667 fő (2020. április 1.).

## Népesség
A település népességének változása:

| 2010 | 1 784 |
| 2020 | 1 667 |